# Xã West Branch, Quận Potter, Pennsylvania
Xã West Branch (tiếng Anh: West Branch Township) là một xã thuộc quận Potter, tiểu bang Pennsylvania, Hoa Kỳ. Năm 2010, dân số của xã này là 393 người.